# Camillo Vitelli
Camillo Vitelli (Città di Castello, 1459 – Circello, maggio 1496) è stato un condottiero e cavaliere medievale italiano.
Appartenente al casato dei Vitelli, era figlio di Niccolò, fratello di Paolo, Giulio, Giovanni e Vitellozzo, e cognato di Giampaolo Baglioni. Fu marchese di Sant'Angelo dei Lombardi e duca di Gravina in Puglia. Condottiero di grande valore, fu il primo nella storia ad usare gli archibugieri a cavallo, durante una battaglia presso Lucera.

## Biografia

### Origini ed esordi
Nato nel 1459 da Niccolò Vitelli e Pantasilea Abocatelli, Camillo si distinse fin dal 1474 alla difesa di Città di Castello, del quale il padre Niccolò era signore, assediata dalle truppe pontificie di Sisto IV, comandate dal rivale alla pretesa della città Lorenzo Giustini. La notte dell'11 settembre 1483, Camillo, insieme ai suoi fratelli Paolo e Giovanni, tesero un agguato al Giustini, che si era accampato nei pressi di una frazione della città di Deruta, Sant'Angelo di Celle, e riuscirono a far scappare l'esercito nemico, che lasciò dietro di sé un grande bottino, portato dai tre condottieri al padre, Niccolò.

#### L'arresto e la detenzione
Nel giorno di Natale 1483, il Vitelli, mentre tentava di introdursi in una frazione della città di San Giustino, Celalba, venne arrestato dalle milizie papali di Virile Virili; il padre di Camillo, Niccolò, appena appresa la notizia dell'arresto del figlio, si recò subito a conquistare Celalba, ma l'impresa non riuscì, e per questo il 6 gennaio1484 il Vitelli fu condotto, insieme ad altri 17 suoi compagni, a Castel Sant'Angelo,da dove tenta di fuggire nella notte tra il 27 e il 28 febbraio. Però, durante il tentativo d'evasione, Camillo rimase zoppo, per cui non riuscì ad allontanarsi e venne quindi ricatturato, per essere condotto al Palazzo Savelli presso il rione Ripa.

### La militanza nello Stato della Chiesa
Con la pace, resa ufficiale il 3 maggio 1484, tra papa Sisto IV e Niccolò Vitelli, Camillo fu liberato, e passò agli stipendi pontifici con i suoi fratelli, Vitellozzo e Paolo, e fu così costretto a combattere nelle truppe di Virginio Gentile Orsini prima e di Roberto Sanseverino d'Aragona poi. Ospitato in casa Baglioni nel 1487, è sempre a Perugia nel 1489, quando intervenne per mettere pace tra Spello e Foligno, che erano da sempre in conflitto per una questione riguardante il confine tra i due territori, la quale era stata risolta in favore della prima città dai Baglioni, i quali erano sostenuti dagli spellani, e per questo non erano estranei alla vicenda, che vide i folignati adirarsi molto; per questo il Vitelli intervenne, riuscendo ad ottenere tra le due fazioni una tregua di tre mesi. Nel 1489, Camillo intervenne a danno del fuoriuscito perugino Giulio Cesare della Staffa, che aveva preso il castello di Beccatiquello, e che fu costretto a restituire la sua conquista tramite accordi, senza combattere; il Vitelli partecipò inoltre all'assedio di Paciano con Ranuccio da Marciano, che stava combattendo i fuoriusciti capitanati da Agamennone Arcipreti, e si assicurò che Filippo e Giuliano degli Oddi, della famiglia rivale dei Baglioni, rimanessero vivi quando uscirono da Paciano per parlamentare, il 25 marzo 1489. Partito il 6 aprile dello stesso anno da Solfagnano con suo fratello Paolo per raggiungere la sua patria, Camillo ritornò ancora una volta a Perugia (dove alloggiò nelle case dei Baglioni su cui oggi si trova la Rocca Paolina) il 12 aprile, per partire il giorno dopo per andare ancora una volta a Spello, dove i problemi con i folignati non erano ancora stati risolti, riuscendo ad ottenere dalle due città prima una tregua per un mese, e poi la pace definitiva, grazie all'intervento suo e dell'allora cardinale di Siena, il futuro Papa Pio III, il giorno 18 maggio 1489. Partito da Perugia, il Vitelli vi rientra nuovamente nella notte del 23 febbraio, verso le 5 del mattino, con suo fratello Paolo e con molti soldati, destando preoccupazione nei perugini, timorosi di un attacco; ma i due tifernati ordinano ai loro uomini di accamparsi a Ponte San Giovanni, e si recano in casa dei Baglioni. Il 27 dello stesso mese, i due fratelli si recarono presso Magione, dove con Paolo Orsini tennero una riunione per far riappacificare i Baglioni con i fuoriusciti, alla quale parteciparono tra gli altri Rodolfo Baglioni († 1501), Girolamo della Penna e Pier Filippo della Cornia. Il 6 marzo, con Paolo suo fratello e Paolo Orsini, Camillo scortò in Perugia il commissario fiorentino Pier Filippo Pandolfini, che incontrò Rodolfo Baglioni il 7 marzo, e quindi, partito dal capoluogo umbro, vi rientrò il 21 maggio 1491 partendo da Castiglione del Lago, richiesto nuovamente dai Baglioni per contrastare i fuoriusciti. Così, partì da Perugia e assediò, con Giampaolo Baglioni e Paolo Orsini, Bernardino Ranieri in Schifanoia, l'8 giugno 1491, dando alle fiamme la città, e trattando alla stessa maniera la città di Civitella Benazzone.

### Con il Re di Francia
Dopo la gloriosa parentesi al servizio dello Stato della Chiesa, nel 1494 Camillo passò, con i fratelli Vitellozzo e Paolo, alle dipendenze del re di Francia, Carlo VIII, che stava scendendo nella penisola italiana per iniziare la sua Guerra d'Italia, che durerà dal 1494-1498. Così, per il Re francese i tre condottieri furono a Genova, dove ebbero l'incarico di sconfiggere la famiglia nobile degli Adorno a favore dei Fregoso. Allontanatosi da Genova, il Vitelli partecipò con l'esercito francese alla Battaglia di Fornovo, combattuta il 6 luglio 1495, dopo la quale, vista la sua grande abilità, il re gli fece dono di una collana d'oro da lui indossata in quel momento, nominandolo cavaliere. Su questa nomina, si espresse così Giovanni Carlo Saraceni:
(Giovanni Carlo Saraceni, I fatti d'arme famosi successi tra tutte le natione del mondo, Venezia, 1600, Parte II, p. 501)
La vicenda è stata inoltre rappresentata in un affresco del 1690.
Ritornato per un breve periodo in Liguria, dove con i Fregoso assaltò e prese La Spezia, il 22 luglio 1495 il Vitelli scese in Toscana attraverso la Media Valle del Serchio con i suoi fratelli e passò al soldo dei pisani contro i fiorentini, rimanendo però sempre agli ordini del Re di Francia, con il quale difese Novara dagli attacchi dei veneziani. Nel 1496 Camillo si recò nel Regno di Napoli, per combattere con le truppe francesi il nemico angioino, e persuase con monsignor Gimel Virginio Orsini a seguirlo in questa impresa; così, portatosi a Todi per aiutare Altobello e Vittorio da Canele contro la famiglia guelfa degli Atti, piombò sul castello di Fiore, lo espugnò e ne fece uccidere tutti gli abitanti, compresi i bambini. Spostatosi quindi a Lucera, affrontò le 700 milizie tedesche che venivano da Troia, facendo uso, per la prima volta nella storia, degli archibugieri a cavallo, usando la tattica del caracollo. Ottenne così per il suo valore da Carlo VIII il titolo di marchese di Sant'Angelo dei Lombardi e di duca di Gravina in Puglia. Recandosi quindi con l'esercito francese all'assedio di Circello, il Vitelli ordinò ai soldati di scavalcare le mura della città; ma vedendo che l'impresa risultava difficile, egli stesso smontò dal suo cavallo e con molti suoi cavalieri iniziò la scalata con animo e virtù. Ma, nel pieno della gioventù e della forza, una pietra lanciatagli da una donna lo colpì, uccidendolo. Miguel da Silva, cardinale portoghese ambasciatore a Roma, dedicò un sonetto al grande condottiero, paragonandolo a Pirro, anch'egli ucciso da una tegola lanciatagli da una donna:
che fecer Pirrho illustre e vincitore,
Da tanta altezza a terra lo depose

Donna, e gli tolse e la vita et lhonore.

Et te Camillo, fra le valorose

Tue lodi, donna spinse a lultime hore.

Et così in molti secoli uno istesso

Fine, ha due grandi eroi morto e oppresso.»
(Michele de Silva in  "Historia de' detti, e fatti notabili di diversi Principi, et Huomini privati moderni" di Lodovico Domenichi, Venezia, 1556, Libro IV, p. 132)